# Нижний Лух (река)
Нижний Лух — река в России, протекает в Добрянском районе Пермского края. Устье реки находится в 799 км по левому берегу Камы, река впадает в Нижне-Луховский залив Камского водохранилища. Длина реки составляет 34 км. В 0,3 км от устья принимает справа реку Таложная.
Исток реки в лесах в 20 км к северо-востоку от города Добрянка. Река течёт на север, затем поворачивает на северо-запад. Всё течение проходит по ненаселённому лесу, на берегах несколько покинутых деревень. Притоки — Талая, Таложная, Купетка, Ходячая, Восточный Лух (правые); Болотная, Луговая, Ивановская, Гнилой Лух (левые). Впадает в Нижне-Луховский залив Камского водохранилища восточнее посёлка Нижний Лух, стоящего на южном берегу Нижне-Луховского залива. Ширина реки у устья около 12 метров, скорость течения 0,6 м/с.

## Данные водного реестра
По данным государственного водного реестра России относится к Камскому бассейновому округу, водохозяйственный участок реки — Кама от города Березники до Камского гидроузла, без реки Косьва (от истока до Широковского гидроузла), Чусовая и Сылва, речной подбассейн реки — бассейны притоков Камы до впадения Белой. Речной бассейн реки — Кама.
Код объекта в государственном водном реестре — 10010100912111100009073.